# Adagio for Strings

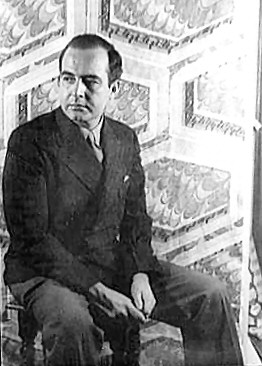
Samuel Barber im Jahr 1944

Adagio for Strings ist ein Stück für Streichorchester, komponiert von Samuel Barber im Jahr 1938.
Es ist ein Arrangement des zweiten Satzes seines Streichquartetts String Quartet op. 11 aus dem Jahr 1936, das er während eines Studienaufenthalts am Wolfgangsee bei Salzburg komponierte. Die Uraufführung des Adagios fand am 5. November 1938 unter Arturo Toscanini mit dem NBC Symphony Orchestra in New York statt. 1967 erstellte Barber eine Fassung für achtstimmigen Chor, Agnus Dei, als Vertonung des Agnus Dei.
Das Werk gilt als Samuel Barbers populärste Komposition. 2004 wurde Adagio for Strings von den Hörern der BBC zum „traurigsten klassischen Stück“ gewählt. Barber selbst fand hingegen keinen Gefallen daran, dass das Adagio in seiner Popularität sein weiteres kompositorisches Schaffen in den Schatten stellte.

## Popularität
Das Stück wurde u. a. bei den Beerdigungen der US-Präsidenten Franklin D. Roosevelt und John F. Kennedy gespielt sowie bei den Beisetzungen von Grace Kelly, Rainier III. von Monaco und Albert Einstein.
Weiterhin wurde das Werk am 13. September 2001 um 10 Uhr auf vielen Radiostationen in Europa im Gedenken an den 11. September 2001 und am ersten Jahrestag der Anschläge des 11. September 2001 in New York aufgeführt, als die Namen der Verstorbenen verlesen wurden.
Am 18. April 2021 wurde das Stück im Berliner Konzerthaus am Gendarmenmarkt im Rahmen der nationalen Veranstaltung zum Gedenken an die Toten der COVID-19-Pandemie gespielt. Dazu wurden Fotos Verstorbener eingeblendet.

### Filme
Aufgrund seiner emotionalen Intensität wurde das Werk mehrfach als Filmmusik verwendet, zum ersten Mal in Der Elefantenmensch (1980). Bekannter ist jedoch sein wiederholtes Vorkommen als Titelmusik im Antikriegsfilm Platoon (1986). In Die fabelhafte Welt der Amélie (2001) ist der Satz in der Szene zu hören, in der sich Amélie Poulain ihr trauriges Leben im Fernsehen ansieht. Das Stück erklingt auch in Sophie Scholl – Die letzten Tage (2005) sowie in Der scharlachrote Buchstabe (1995), Ma Mère (2004), Lorenzos Öl (1992) und Reconstruction (2003).

### Coverversionen und Remixe im Bereich der elektronischen Tanzmusik
2004 wurde ein Remix von Tiësto veröffentlicht, der noch erfolgreicher war als der ohnehin schon erfolgreiche Remix von William Orbit. Am 13. August 2004 verwendete Tiësto das Stück als Teil einer Live-Performance zur musikalischen Begleitung des Einzugs der Athleten anlässlich der Eröffnung der Olympischen Spiele von Athen. Weiterhin existiert eine Hardstyle-Version des Stücks unter dem Titel Remember, Remember von Brennan Heart. 2018 erschien darüber hinaus eine Version von Lucas & Steve.

### Weiteres Vorkommen
1997 nutzte Puff Daddy den Anfang des Agnus Dei, der Chorversion des Adagio, als Intro für sein Cover I’ll Be Missing You des Hits Every Breath You Take von The Police.
Das 1999 von Relic Entertainment entwickelte und von Sierra Entertainment verkaufte Echtzeit-Strategiespiel Homeworld verwendet im Intro eine vom Chor gesungene Version, die den Spieler anschließend während mehrerer Missionen begleitet.
Im Dezember 1999 wurde das Stück in einer von William Orbit bearbeiteten Fassung veröffentlicht. Bekannt wurde auch der Remix von Ferry Corsten. Ebenso auf der Single-CD enthalten war ein Remix des deutschen DJs André Tanneberger (ATB).
Im Jahr 2000 wurde das Adagio als Intro zu den Konzerten der britischen Band „The Cure“ während der „Dream Tour“ zum Album „Bloodflowers“ gespielt.
In den Jahren 2007 und 2008 war das Adagio Outro zu den Konzerten von Herbert Grönemeyers „12“-Tour.
In der Fernsehserie Die Simpsons wird das Werk öfter gespielt: als Marge Simpson in Moes Taverne randaliert (Staffel 14, Episode 9 – „Die starken Arme von Marge“), als Lisa eine DVD schaut (Staffel 18, Episode 17 – „Marge Online“) und kurz bevor Milhouse fälschlicherweise die Botschaft vom Tod seiner Eltern überbracht wird (Staffel 19, Episode 6 – „Kleiner Waise Milhouse“).
In der Fernsehserie How I Met Your Mother unterlegt das Stück den üblen Ausgang eines Trinkspiels (Staffel 5, Episode 13 – „Jenkins“) und Barneys vorletzte Ohrfeige von Marshall (Staffel 9, Episode 14 – „Slapsgiving 3: Slappointment in Slapmarra“).
In der Fernsehserie American Dad kommt das Werk vor, als Steve und Stan einer Kriegssimulation (Vietnam-Krieg) entkommen, nachdem Steve seinen Vater befreit hat (Staffel 5 Episode 1 – Der Soldat Steve Smith).
In der Fernsehserie New Girl wird das Thema während einer gemeinsamen Waxing-Behandlung im Intimbereich verwendet (Staffel 6, Episode 13).
Im Song „Eternal Odyssey“ aus dem Album Chimera der Band Delerium kommt das Thema im Hintergrund vor.
In der Seinfeld-Episode „Ermüdungserscheinungen“ (engl. The Fatigues, Staffel 8, Episode 6) begleitet das Stück Franks Vietnam-Erinnerungen.
In der zweiten Staffel der norwegischen Krimiserie Mammon (2016), nach dem Mord an Ministerpräsident Michael Woll (Folge 4, „Eiszeit“).